# Nqwebasaurus
Nqwebasaurus ("ještěr z oblasti Nqweba") je rod malého celurosaurního teropoda. Jednalo se o drobného dravého nebo všežravého dinosaura, který žil na přelomu období jury a křídy (geologické věky tithon až valang) na území dnešní Jihoafrické republiky.

## Objev a popis
Jméno dostal podle místního křováckého nářečí (pohoří, kde byl objeven, se v jazyku Xhosa nazývá Nqweba). Nqwebasaurus byl velmi malým dinosaurem, dlouhým jen kolem 30 až 90 cm a vysokým asi 30 cm (v případě holotypu šlo ale o nedospělého jedince). Jeho rozměry tedy činily asi 1 metr délky a 1 kilogram hmotnosti. Podle novějších fylogenetických analýz by se mohlo jednat o vývojově velmi primitivního zástupce kladu Ornithomimosauria.